# Матиас Политики
Матиас Политѝки (на немски: Matthias Politycki) е немски писател, автор на романи, разкази, стихотворения и есета.

## Биография
Матиас Политѝки е роден през 1966 г. в Карлсруе. Израства в Мюнхен и там завършва гимназия. След като полага матура през 1974 г., отбива военната си служба, но след първото си обучение с оръжие, решава да се раздели с армията и през 1977 г. е обявен за отказващ се от военна повинност.
От 1975 до 1987 г. следва съвременна немска литература, философия, театрознание и комуникационни науки в университетите на Мюнхен и Виена. През 1981 г. получава научна степен магистър, а през 1987 г. защитава в Мюнхен докторска теза на тема „Преоценка на всички ценности? Немската литература в съжденията на Фридрих Ницше“ и става доктор по философия.
След три семестъра преподавателска работа като академичен съветник в Мюнхенския институт по немска филология през 1990 г. избира професията на писател на свободна практика, при което до 1999 г. сътрудничи на издателство „К.Н.Бек“ в Мюнхен като постоянен нещатен редактор.
Критиката сравнява литературния стил на Политики с този на Арно Шмит и Джеймс Джойс. Особено възхваляван е неговият „Женски роман“ („Weiberroman“) (1997), който бързо се превръща в бестселър и „култов роман“. Смятан е за основна творба в немския постмодернизъм.
От 2000 до 2005 г. Политики организира в замъка Елмау срещи на автори, редактори и критици под надслов „Без заглавие“. През 2011 г. е куратор на „Литературния фестивал“ в Мюнхен.
Матиас Политики е член на немския ПЕН клуб и на Свободната академия на изкуствата в Хамбург.
Живее в Хамбург и Мюнхен.

### Романи и разкази
- Aus Fälle / Zerlegung des Regenbogens. Ein Entwickelungsroman, 1987
- Sonnenbaden in Sibirien. Dreiseitige Geschichten, 1991
- Taifun über Kyoto, 1993
- Der böse Einfluß der Bifi-Wurst. Ein End- und ein Nachspiel, 1996
- Weiberroman, 1997
- Ein Mann von vierzig Jahren, 2000
- Das Schweigen am andern Ende des Rüssels, 2001
- Herr der Hörner, Roman, 2005
- In 180 Tagen um die Welt. Das Logbuch des Herrn Johann Gottlieb Fichtl, 2008
- Jenseitsnovelle, 2009
- Freischwimmer. Drei Erzählungen, 2011
- Samarkand Samarkand, 2013

### Поезия
- Im Schatten der Schrift hier. 22 Gedichte, 1988
- Die Wahrheit über Kaffeetrinker. Ein Gedicht, 1993
- Jenseits von Wurst und Käse. 44 Gedichte, 1995
- Die zwei Arten, den Caipirinha zu bestellen. Ein Gedicht, 2000
- Ratschlag zum Verzehr der Seidenraupe. 66 Gedichte, 2003
- Die Sekunden danach. 88 Gedichte, 2009
- London für Helden. The Ale Trail - Expedition ins Bierreich, 2011
- Dieser schwüle Nachmittag damals. Vier Sorten Schmerz, Dreizehn Gedichte mit dreizehn Knipsels, 2015
- Ägyptische Plagen. Gebirg und Wüste Sinai. 13 Gedichte, 2015
- Dies irre Geglitzer in deinem Blick. 111 Gedichte, 2015
- Sämtliche Gedichte 2017-1987, 2018[1],

### Есеистика
- Der frühe Nietzsche und die deutsche Klassik. Studien zu Problemen literarischer Wertung, 1981
- Umwertung aller Werte? Deutsche Literatur im Urteil Nietzsches, 1989
- Die Farbe der Vokale. Von der Literatur, den 78ern und dem Gequake satter Frösche, 1998
- Marietta - die Idee, der Datensatz und der Strohhut. Schreiben und Schreiben-Lassen im Internet, 2000
- Vom Verschwinden der Dinge in der Zukunft. Bestimmte Artikel 2006-1998, 2007
- 42,195. Warum wir Marathon laufen und was wir dabei denken, 2015
- Reduktion & Tempo. Als Erzähler unterwegs im 21. Jahrhundert, 2017
- Schrecklich schön und weit und wild. Warum wir reisen und was wir dabei denken, 2017

## Награди и отличия
- 1987: Civitas-Literaturpreis
- 1988: Bayerischer Staatsförderpreis für Literatur
- 2006: „Writer-in-non-residence“ von der Reederei Hapag-Lloyd
- 2009: „Награда Ернст Хоферихтер“
- 2009: Writer in Residence am Queen Mary College der Universität London
- 2010: „Награда на ЛитераТур Норд“
- 2012/2013: Stipendium des Deutschen Literaturfonds
- 2014: Writer in Residence in Osaka
- 2014: Artist in Residence in St. Moritz
- 2015: Reisestipendium „Literarischer Landgang“ des Literaturbüros Oldenburg
- 2017: Stipendiat des Deutschen Literaturfonds
- 2018: ITB BuchAward der Internationalen Tourismus-Börse (ITB) Berlin
- 2018: Writer in Residence in Shanghai